# Bifrenaria
Bifrenaria é um género botânico de orquídeas, ou seja, pertencente à família Orchidaceæ, composto por cerca de vinte espécies originárias da América do Sul. Algumas de suas espécies são muito difundidas e bastante cultivadas pelos orquidófilos, principalmente pela abundância de suas vistosas flores que, por sua constituição espessa e disposição na inflorescência, à primeira vista podem ser tomadas por plantas artificiais feitas em cera. As Bifrenaria são cultivadas apenas por colecionadores de orquídeas e institutos de pesquisa botânica, pois não existem utilidades conhecidas para suas espécies a não ser uso o ornamental.
Apesar de agrupar poucas espécies, existem dois grupos de plantas claramente distintas classificadas em Bifrenaria, um de plantas muito robustas e flores grandes, que é o grupo mais antigo de espécies classificadas com este nome; outro de plantas mais delicadas e flores pequenas ocasionalmente denominadas Stenocoryne ou Adipe; além de duas outras espécies que neste gênero encontram-se normalmente classificadas mas que análises moleculares indicam pertencer a grupos diferentes. São elas a Bifrenaria grandis, endêmica da Bolívia, que muitos classificam como Lacaena grandis, e a Bifrenaria steyermarkii, do norte da Amazônia, a qual ainda não apresenta alternativa de classificação.

## Etimologia
O nome deste gênero (Bif.) origina-se do Latim: bi (dois); e frenum freio ou tira; referindo-se aos dois talos parecidos com tiras, estipes que unem as polínias e o viscídio. Esta característica as distingue do gênero Maxillaria.[carece de fontes?]

## Distribuição

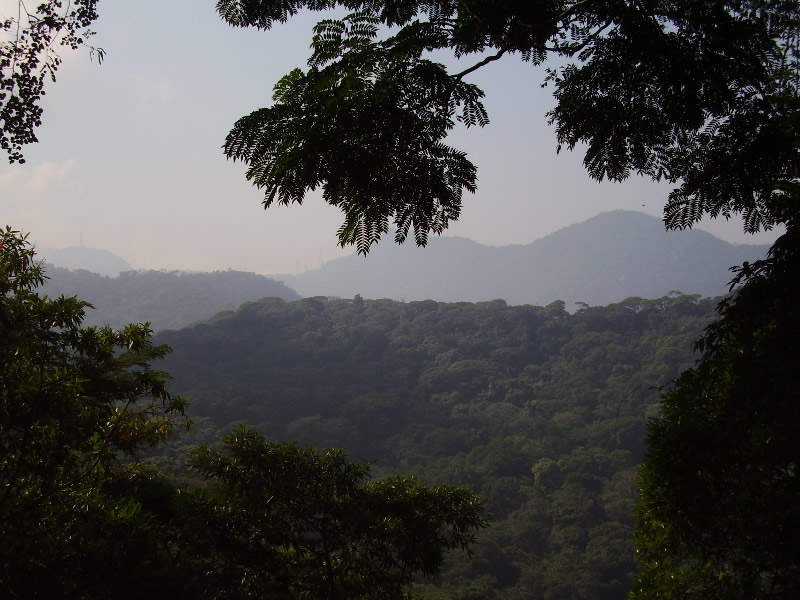
Floresta da TijucaOutro local do Rio de Janeiro habitado pelas Bifrenaria.

As Bifrenaria existem desde o norte da América do Sul, uma espécie também em Trinidad, até o Rio Grande do Sul, no entanto divididas por duas áreas isoladas: a Floresta Amazônica, e a região da Mata Atlântica do Brasil. Esta última, onde dezessete espécies se fazem presentes, pode ser considerada seu centro de dispersão recente. A área montanhosa dos estados do Rio de Janeiro e Espírito Santo é particularmente rica, com quinze espécies registradas. A Serra dos Órgãos no Estado do Rio de Janeiro é referenciada como habitat de catorze das Bifrenaria. No entanto sabemos hoje que algumas destas espécies são sinônimas, sendo mais provável que ali estejam cerca de onze espécies.[carece de fontes?]

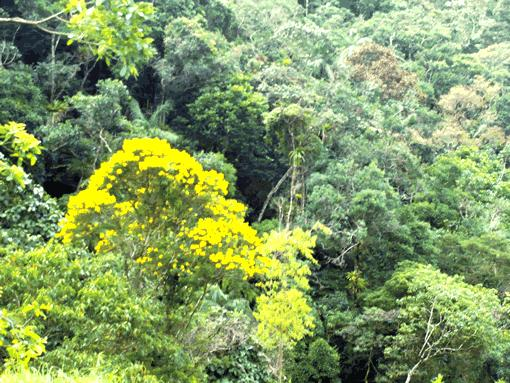
Serra dos ÓrgãosUm importante centro de biodiversidade no Rio de Janeiro onde existem quase todas as espécies de Bifrenaria da mata atlântica.

As espécies de flores grandes são mais comuns na região sudeste do Brasil, contudo, existem desde as áreas mais iluminadas do litoral até áreas montanhosas bem iluminadas dos estados de Minas Gerais e Bahia, desde quase o nível do mar até cerca de 2 mil metros de altitude, algumas espécies atingindo até o Rio Grande do Sul. Não há espécies deste grupo na Amazônia. Algumas espécies vivem apoiadas diretamente nas pedras do Pão de Açúcar no Rio de Janeiro as quais podem ser observadas pelos passageiros que pegam o bondinho. Os centros recentes de irradiação deste grupo são a zona litorânea da Serra do Mar e as altas serras de Minas Gerais. A espécie mais comum deste grupo, dispersa desde o Rio Grande do Sul até a Bahia, é a B. harrisoniae.
As espécies menores, do grupo Adipe, são mais comuns em áreas menos iluminadas e mais úmidas, podendo ser encontradas de 300 até cerca de 1,6 mil metros de altitude. Seis espécies são nativas das montanhas da Serra do Mar e seus braços, local considerado o centro de dispersão das espécies pequenas. Apenas três espécies habitam a Amazônia, a Bifrenaria venezuelana, B. longicornis e a B. steyermarkii, nenhuma delas em altitudes acima de 1.450 metros, apesar de serem muito mais comuns em baixas altitudes. A espécie mais comum é a B. aureofulva, no entanto, pela conformação geográfica do território que habita, a B. longicornis é a espécie espalhada por maior área, atingindo a Colômbia, Venezuela, Peru, Suriname, Guianas, Trinidad e toda a área amazônica do Brasil.
Duas espécies parecem ser endêmicas de áreas bastante restritas: a B. silvana que foi descoberta em 1987 na Serra da Ouricana perto de Itororó, na Bahia e faz parte do grupo das espécies pequenas; e a B. verboonenii, descoberta em setembro de 1995 na Serra do Cipó, próximo a Diamantina, em Minas Gerais, do grupo das grandes.

## Ecologia

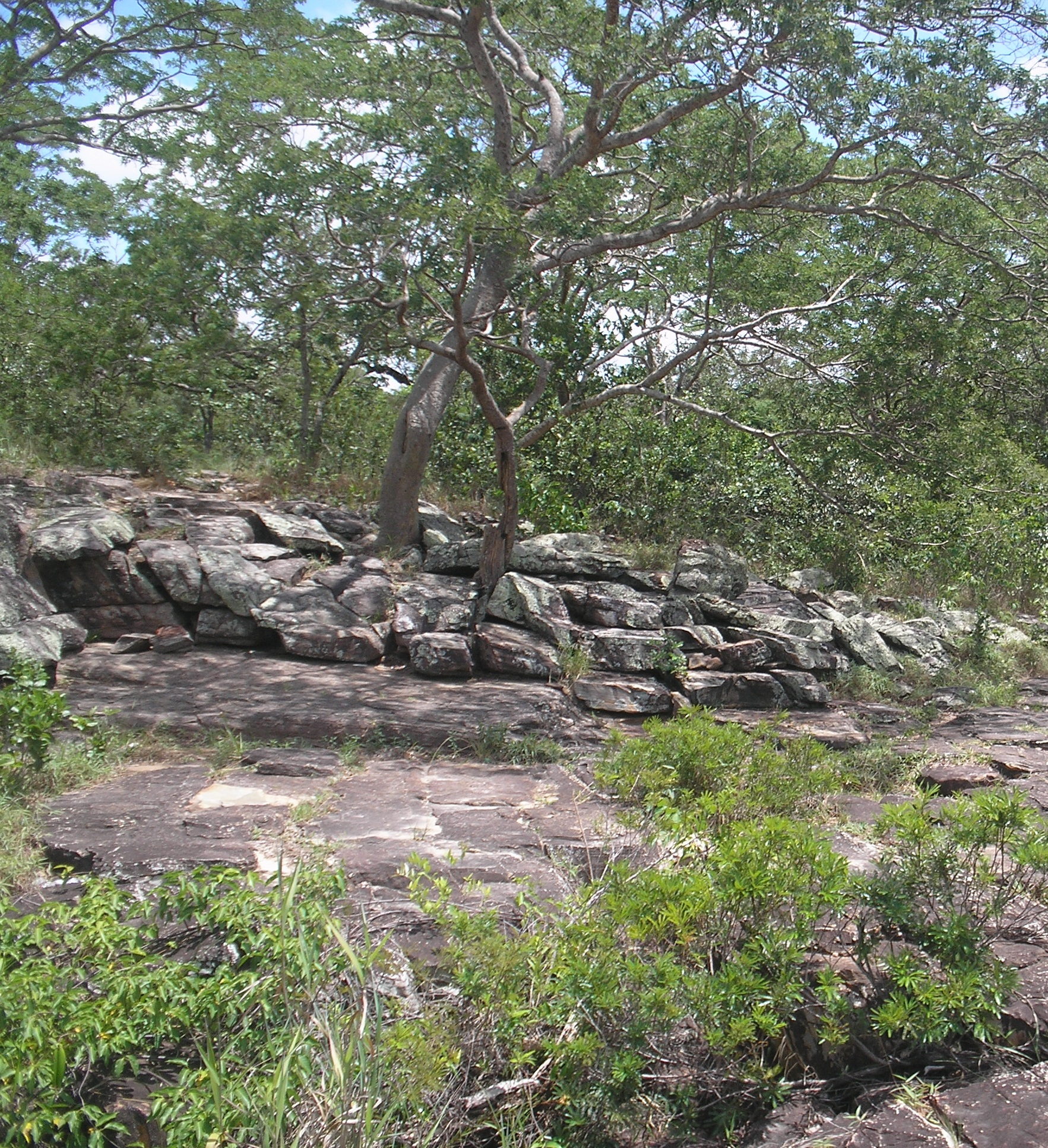
Serra do CipóÁrea de campos rupestres em Minas Gerais onde existem algumas das espécies grandes de Bifrenaria.

As espécies de Bifrenaria habitam três tipos de ambientes. As espécies grandes costumam viver em áreas bem iluminadas, ocasionalmente de maneira epífita em árvores de folhagem rala, mais frequentemente de forma rupícola, em campos rupestres ou sobre rochas em áreas abertas das florestas. A B. tyrianthina é exclusivamente rupícola, a B. tetragona e a B. wittigii raramente. A B. atropurpurea é a única que tem sido encontrada vivendo de forma terrestre, mas em raras ocasiões. São espécies que apresentam crescimento cespitoso.
As espécies pequenas do sudeste preferem florestas úmidas de montanha, onde aparecem em locais muito mais sombreados que as espécies grandes. Nestas florestas a temperatura apresenta sensível diferença entre o dia e a noite e também durante as estações ao longo do ano. São plantas de crescimento cespitoso, quase que na totalidade epífitas, apesar de haver pelo menos um registro da Bifrenaria aureofulva vivendo de maneira rupícola, na Chapada Diamantina, Bahia.
As espécies pequenas da Amazônia habitam florestas tropicais de baixa altitude e florestas equatoriais. A Bifrenaria longicornis é encontrada principalmente nas várzeas dos igapós e igarapés, e mesmo algumas campinas onde a umidade é muito elevada e a temperatura mais ou menos constante ao longo dos dias e do ano, normalmente habitando locais iluminados, porém sem luz direta. A B. venezuelana habita matas mais elevadas, em regiões mais próximas aos Andes. As espécies da Amazônia são epífitas e as únicas Bifrenaria a apresentarem crescimento escandente.
A Bifrenaria steyermarkii, apesar de também ser uma espécie habitante da Amazônia, e possivelmente não ser uma verdadeira Bifrenaria, habita áreas ainda mais altas, por volta de 1.500 metros de altitude, em Roraima, no Brasil, e áreas próximas na Venezuela e Suriname.

## Descrição

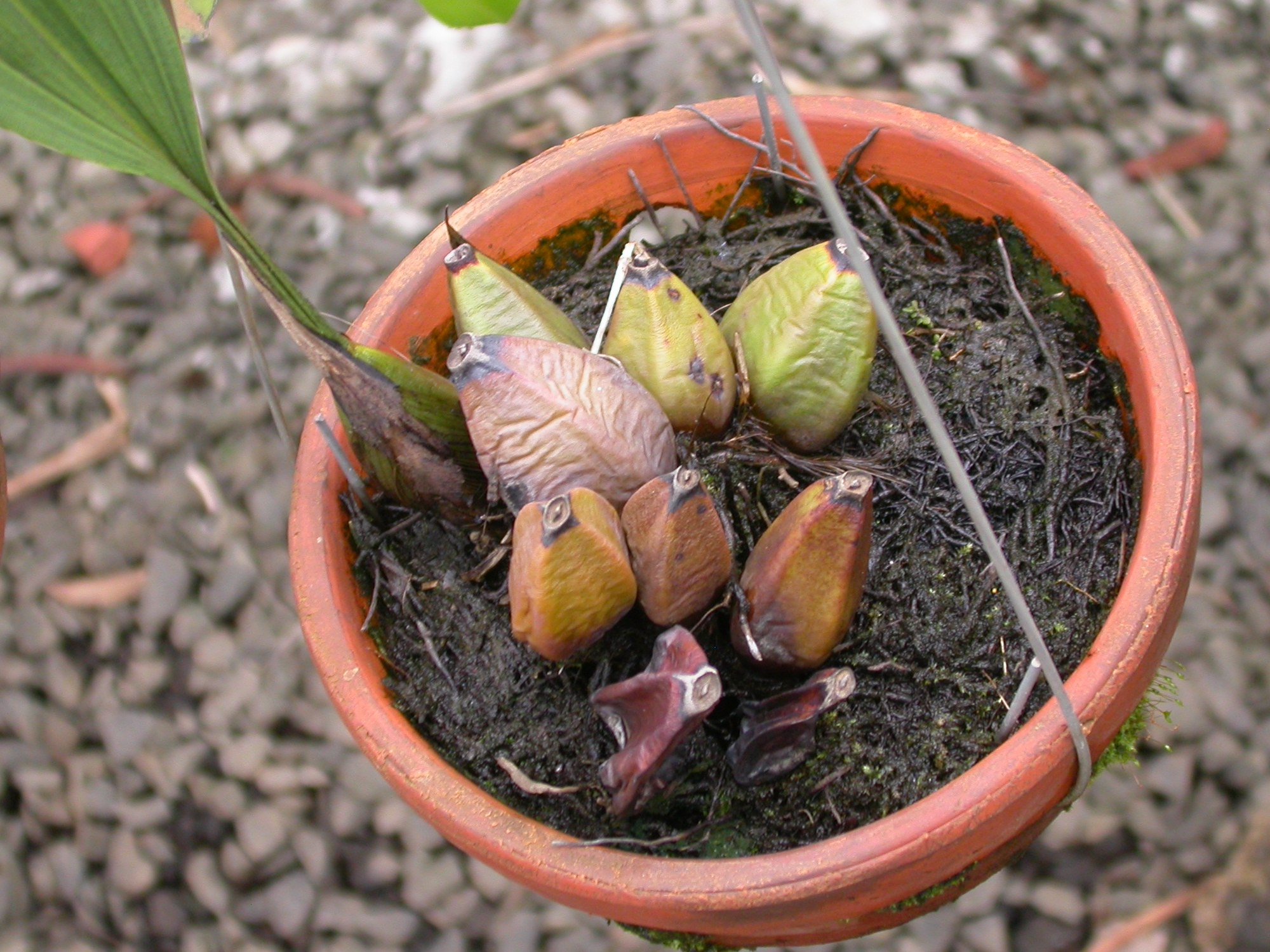
Bifrenaria vitellinaAspecto vegetativo de uma espécie do grupo das pequenas Adipe mostrando seus pseudobulbos muito mais delicados. Cultivada em um vaso de 18 centímetros de diâmetro em local mais sombreado que a espécie acima.

As Bifrenaria são plantas de crescimento simpodial que variam entre 10 e 60 centímetros de altura, geralmente bastante robustas. As qualidades comuns a todas as espécies, necessárias para serem classificadas neste gênero são: apresentarem raizes carnosas de seção redonda com espesso velame; pseudobulbos tetragonados, igualmente carnosos, de internodo único, normalmente guarnecidos por bainhas secas na base, e uma só folha no ápice, excetuada a Bifrenaria steyermarkii, que ocasionalmente apresenta duas; folhas plicadas nervuradas, de consistência coriácea, porém normalmente maleáveis e não muito espessas, com pseudo-pecíolo de seção redonda na base; inflorescências basais, ou seja, que brotam da base dos pseudobulbos, não de suas extremidades, comportando geralmente até dez flores e muito raramente ultrapassando o comprimento das folhas.

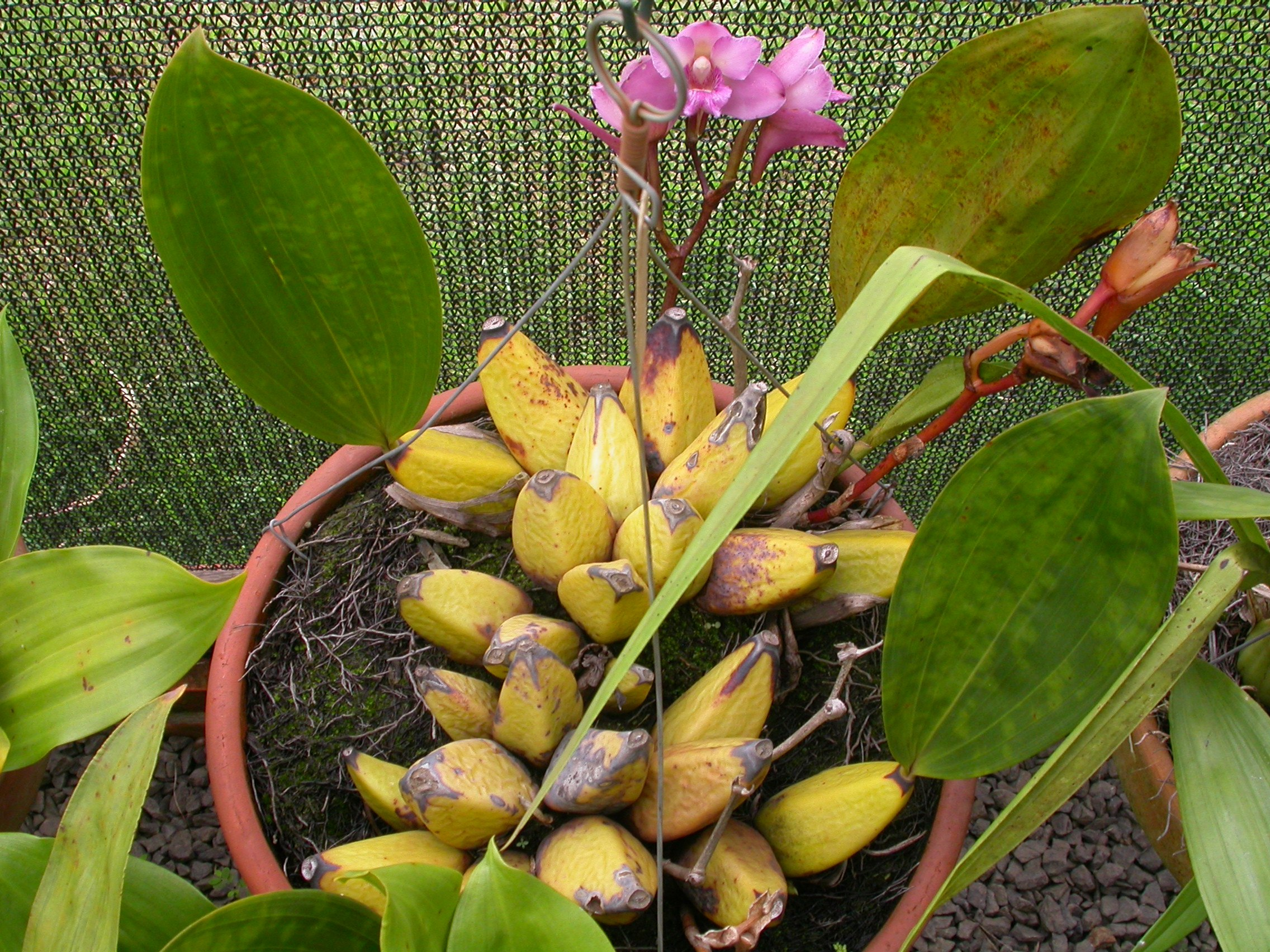
Bifrenaria tyrianthinaAspecto da planta, mostrando seus pseudobulbos agregados e robustos, com cor amarelada pela exposição ao sol. O vaso mede 50 centímetros de diâmetro.

As flores de Bifrenaria são perfumadas ou apresentam forte odor, têm sépalas um pouco maiores que as pétalas, as sépalas laterais são unidas na base, com o pé da coluna originando um calcar de extremidade truncada; labelo de formato variável, frequentemente piloso, articulado com a coluna, no centro dotado de calosidade canaliculada longitudinal muitas vezes apresentando uma garra na base; coluna levemente arqueada, geralmente sem asas ou outros apêndices, dotada de pé onde se prende o labelo; apresentam dois estipes muito longos, raramente um, pelo menos duas vezes mais longos que largos, com viscídio proeminente, caudículos definidos e retináculo em posições invertidas; quatro polínias rígidas superpostas, protegidas por antera decídua incumbente. As cápsulas são verdes, eretas ou pendentes, demoram cerca de oito meses para amadurecer e comportam centenas de milhares de sementes amareladas ou amarronzadas, alongadas, medindo até 0,35 milímetros de comprimento.
Entre todas as citadas acima, a principal característica que distingue Bifrenaria dos gêneros próximos está na presença do esporão ou calcar com extremidade obtusa ou truncada de suas flores. Também são características importantes seus pseudobulbos com quatro lados mais ou menos visíveis e folhas únicas, nervuradas, pseudo-pecioladas; além da inflorescência sempre racemosa brotando da base do pseudobulbo maduro, com duas a dez flores.
Pouco se sabe sobre a polinização das espécies de Bifrenaria, aparentemente os únicos registros sobre este assunto existentes na literatura relatam a presença de polinários de algumas das espécies grandes observados nas costas de machos de abelhas Eufriesea violacea (Euglossini) Euglossinae, e de Bombus brasiliensis (Bombini). Apesar de não haver informações sobre a observação direta da polinização de suas flores, um estudo publicado em 2006 analisou a micromorfologia do labelo de espécies de Bifrenaria em busca de substâncias possivelmente utilizáveis pelos insetos como alimento. A ausência destas substâncias na composição da superfície densamente pubescente da maioria das Bifrenaria de fato indica a possível polinização por abelhas grandes como as citadas acima. Outro indicador desta possibilidade é o forte odor exalado por algumas espécies, por exemplo, a B. tetragona, similar ao de outras flores polinizadas por estas abelhas. As espécies pubescentes menores podem ser polinizadas por abelhas menores e as que apresentam menos pelos e coloração acentuada, como a B. aureofulva, por beija-flores.

## Taxonomia

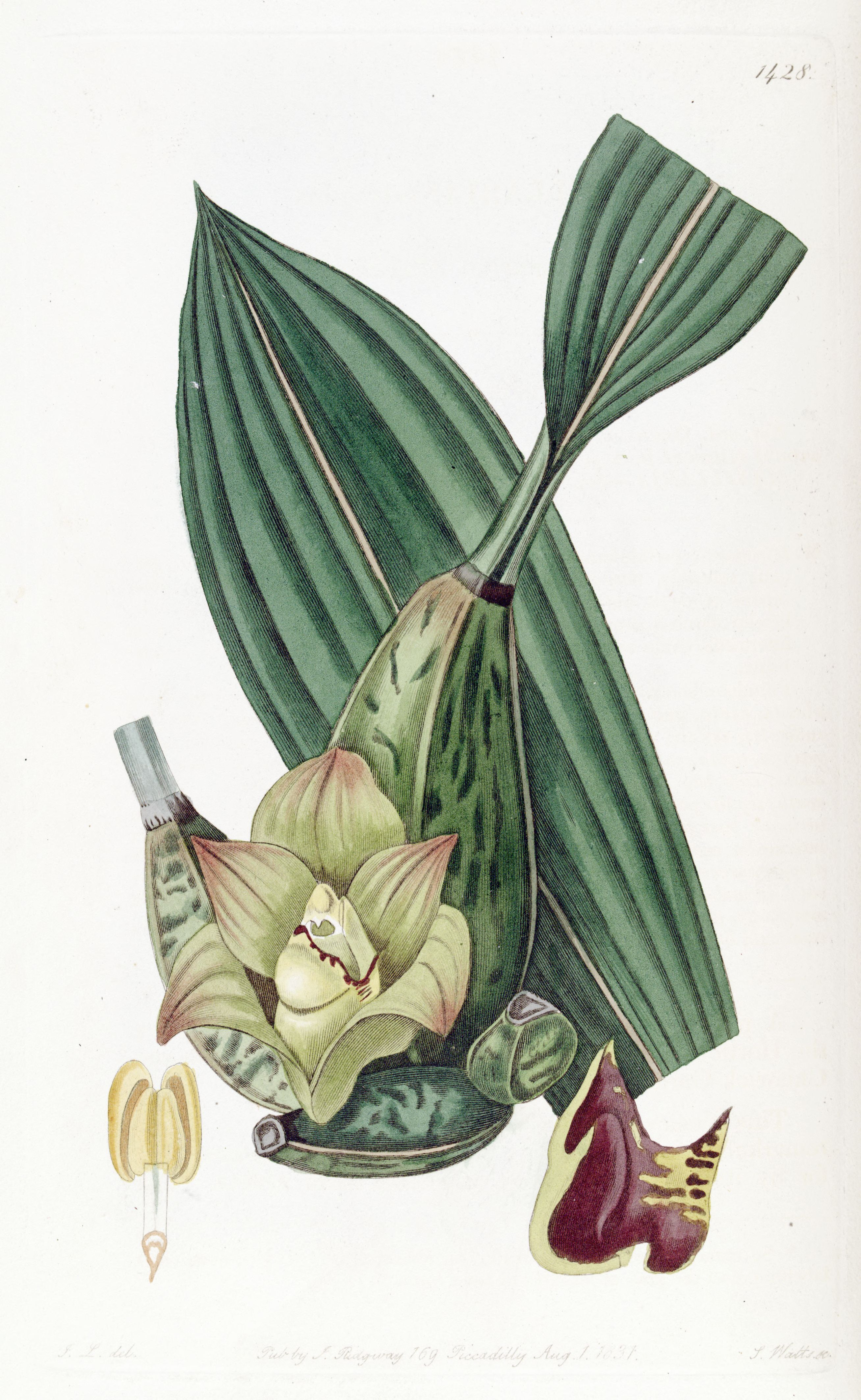
Bifrenaria tetragonaIlustração de uma das primeiras espécies de Bifrenaria a serem descritas, originalmente publicada por Lindley em 1831 como Maxillaria tetragona.

A primeira espécie a ser registrada pela ciência, hoje classificada como Bifrenaria, foi inicialmente denominada Dendrobium harrisoniae pelo autor de sua descrição, o botânico inglês William Jackson Hooker. Trata-se da Bifrenaria harrisoniae. Em 1827, Hooker novamente adiantou-se ao descrever a primeira espécie do grupo das pequenas, a B. racemosa, no entanto atribuiu esta espécie ao gênero Maxillaria. Com estas duas publicações iniciava-se longa série de descrições de espécies e gêneros confusos sobre os quais pairaram muitas dúvidas e mudanças de nomenclatura nos quase dois séculos seguintes. O Royal Botanic Garden registra a atribuição de 69 espécies ou variedades ao gênero Bifrenaria em algum momento desde a descrição da primeira espécie. Destas, vinte são consideradas geralmente aceitas mas apenas dezessete encontram-se bem estabelecidas, sem dúvidas quanto à sua verdadeira identidade ou classificação. Treze espécies são aceitas, mas classificadas em outros gêneros; e quatro ou cinco, por deficiências em suas descrições, possivelmente nunca poderão ser esclarecidas. As espécies e variedades restantes são sinônimas das espécies aceitas.
Poucos anos depois, em 1832, o gênero Bifrenaria foi proposto por John Lindley, ao descrever sua espécie-tipo a Bifrenaria atropurpurea (Lodd.) Lindley, anteriormente Maxillaria atropurpurea Lodd. O nome do gênero vem de bi, dois, e freno, freio, em referência aos dois pares de polínias em caudículos separados que suas flores apresentam, cujo formato lembra rédeas utilizadas em montaria.
Em 1837, Constantine Samuel Rafinesque, considerando a grande diferença vegetativa entre as poucas espécies de Bifrenaria então conhecidas, propôs o gênero Adipe, com base na B. racemosa que Hooker havia descrito anos antes, à qual juntou uma descrição de uma suposta nova espécie, que hoje se sabe ser a mesma, com o nome de Adipe fulva. No ano seguinte Lindley recebeu um exemplar de B. longicornis vindo da Amazônia, o qual era morfologicamente ainda mais distante das espécies conhecidas, todavia descreveu-a como Bifrenaria, cinco anos mais tarde, aparentemente ignorando a descrição anterior de Rafinesque, mudou de ideia e propôs que se classificasse esta espécie em um novo gênero, Stenocoryne. Enquanto seis espécies foram atribuídas nos anos seguintes por autores diversos ao gênero Stenocoryne de Lindley, o gênero proposto por Rafinesque permaneceu no esquecimento até 1990.
Duas espécies muito similares a Bifrenaria, mas que apresentam labelo com uma garra bastante proeminente na base e lobos laterais abruptamente divididos, eram então classificadas neste gênero. Em 1914, Rudolf Schlechter, com base na Rudolfiella aurantiaca e nas citadas diferenças, propôs que passasem a ser classificadas sob o gênero Lindleyella, no entanto este nome já estava ocupado por plantas da família Rosaceae. Somente trinta anos mais tarde, em 1944, o botânico Frederico Carlos Hoehne, ao fazer a primeira revisão do gênero Bifrenaria validou o gênero proposto por Schlechter. Hoehne propôs inicialmente o gênero Schlechterella para estas espécies, mas, coincidentemente, este também estava tomado, agora por plantas da família Asclepiadaceae. Finalmente foi escolhido outro nome em homenagem a Schlechter, Rudolfiella, na ocasião com o número de espécies já aumentado para sete. Nesta revisão, além de Rudolfiella, Hoehne dividia Bifrenaria em dois gêneros, aceitando, portanto, o gênero Stenocoryne proposto por Lindley, mas chamando atenção para a existência do gênero Adipe de Rafinesque, que teria prioridade sobre o nome e também para dúvidas quanto à identidade de diversas espécies já descritas. Em 1990, Manfred Wolff ressuscitou o gênero Adipe e para ele transferiu dez espécies de Bifrenaria, além das duas anteriormente descritas por Rafinesque, sem, no entanto, justificar seus critérios nem revisar as espécies.
Aumentando a confusão sobre os gêneros aceitos em Bifrenaria, em 1994, Karheinz Senghas, baseando-se em diversas características compartilhadas somente pela B. tetragona e B. wittigii, descreveu o gênero Cydoniorchis para acomodar as duas espécies. Em 1996, Gustavo Romero e Germán Carnevali transferiram para Bifrenaria uma espécie originalmente descrita por Schlechter como Maxillaria petiolaris, hoje classificada como Hylaeorchis petiolaris. No mesmo ano, Vitorino Paiva Castro Neto publicou a revisão mais recente do gênero e suas cinco seções, que é a classificação hoje utilizada.

## Filogenia

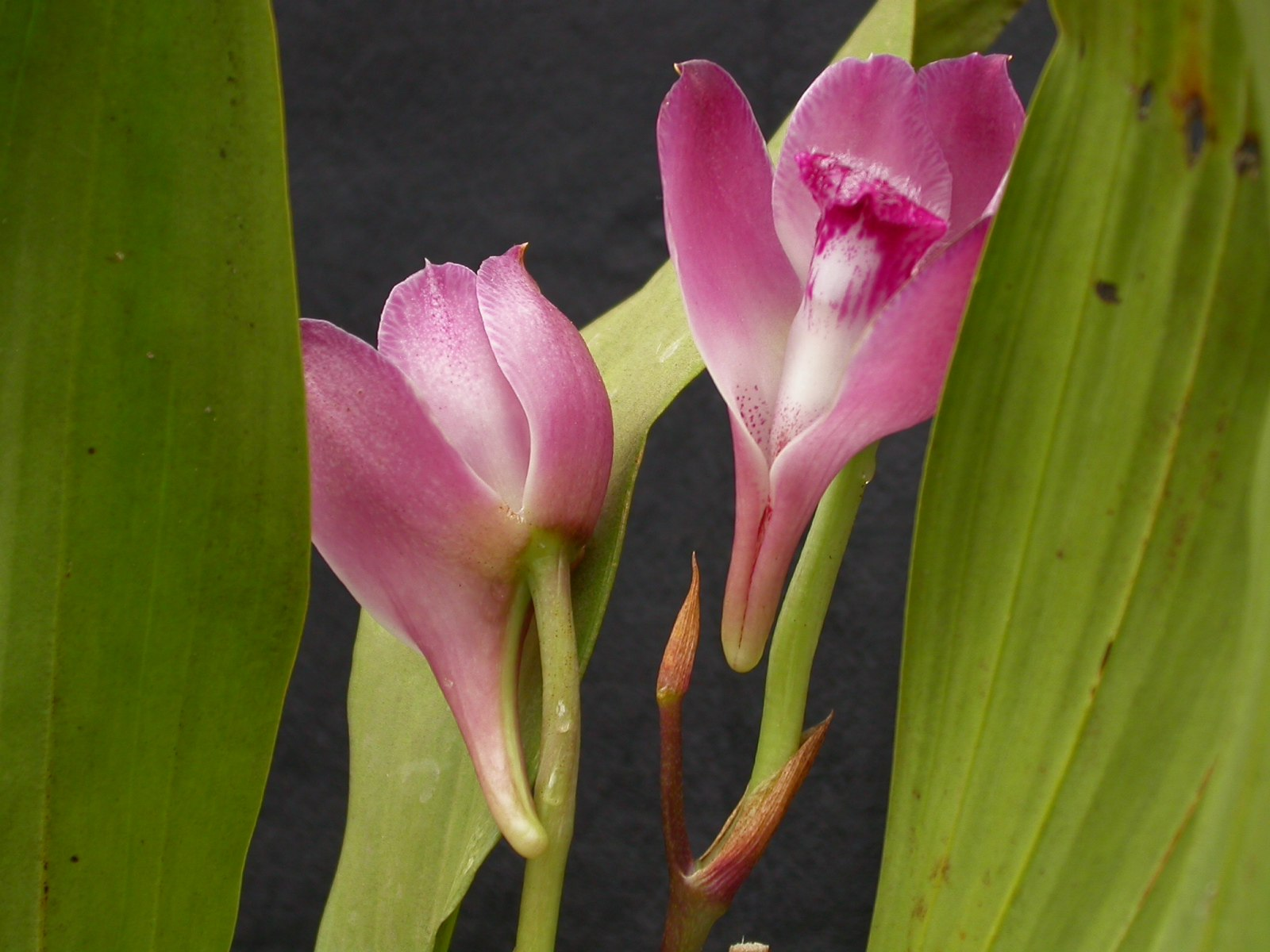
Bifrenaria tyrianthinaNesta foto pode-se ver claramente o longo calcar formado pelas sépalas laterais, coluna e labelo de suas flores, a principal característica distintiva de Bifrenaria e os gêneros mais próximos.

O gênero Bifrenaria tem sido tradicionalmente classificado na subfamília Epidendroideae, tribo Maxillariae, subtribo Bifrenariinae, no entanto os relacionamentos entre os vários gêneros desta tribo não estão bem definidos e mudanças são esperadas para os próximos anos. O gênero mais próximo de Bifrenaria é Rudolfiella. Outros gêneros relacionados são Teuscheria, Guanchezia, Hylaeorchis e Horvatia, e os mais distantes Scuticaria e Xylobium. Recentemente foi sugerida a unificação das subtribos Lycastinae, Maxillariinae e Bifrenariinae, no entanto, ainda não há consenso sobre o caminho a ser seguido. Ao contrário do que sempre se pensou, o relacionamento de Bifrenaria com todos estes gêneros da América Central parece indicar uma primitiva origem centro-americana e sua posterior disseminação até o sudeste brasileiro, onde encontrou campo fértil para sua diferenciação mais recente.
Em 2000, foram realizados os primeiros estudos moleculares mais completos das espécies de Bifrenaria. Dezesseis espécies deste gênero e seis de gêneros próximos foram estudas em busca da confirmação de seu posicionamento filogenético, bem como da delimitação das espécies e de cada um de seus grupos. Os resultados obtidos não permitem a aceitação do gênero Stenocoryne e, apesar de confirmarem a monofilia de Cydoniorchis, desaconselham sua aceitação sob pena de terem de ser criados seis outros gêneros para acomodar as quinze espécies restantes. Bem como discutem a conveniência de separar duas espécies tão similares e variáveis, com muitas formas intermediárias de difícil delimitação, como as B. charlesworthii e B. racemosa. É confirmado ainda o posicionamento da B. steyermarkii fora deste grupo.[carece de fontes?]

## Espécies

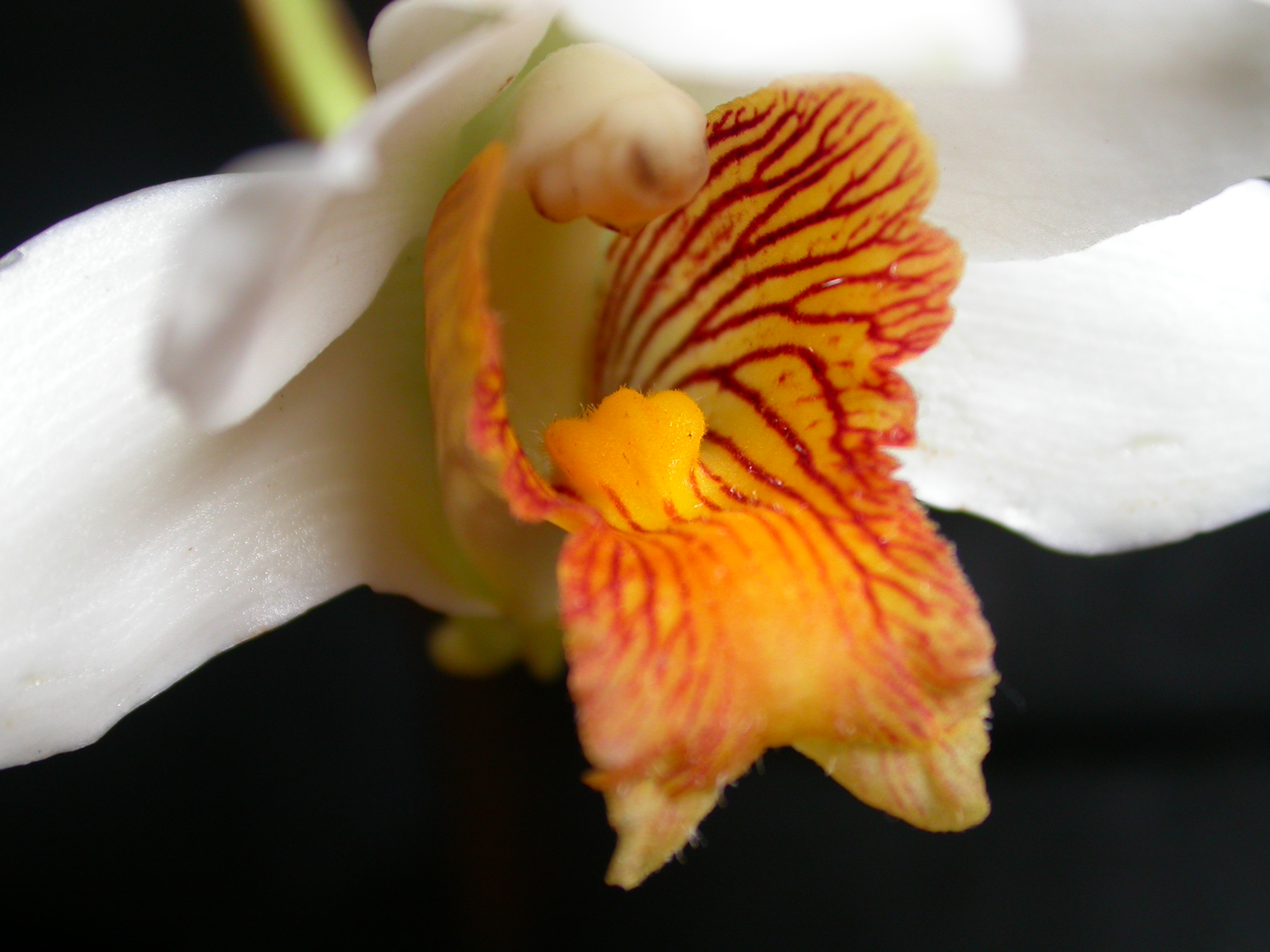
Bifrenaria harrisoniaeDetalhe do labelo mostrando os pelos responsáveis pela possível atração dos agentes polinizadores.

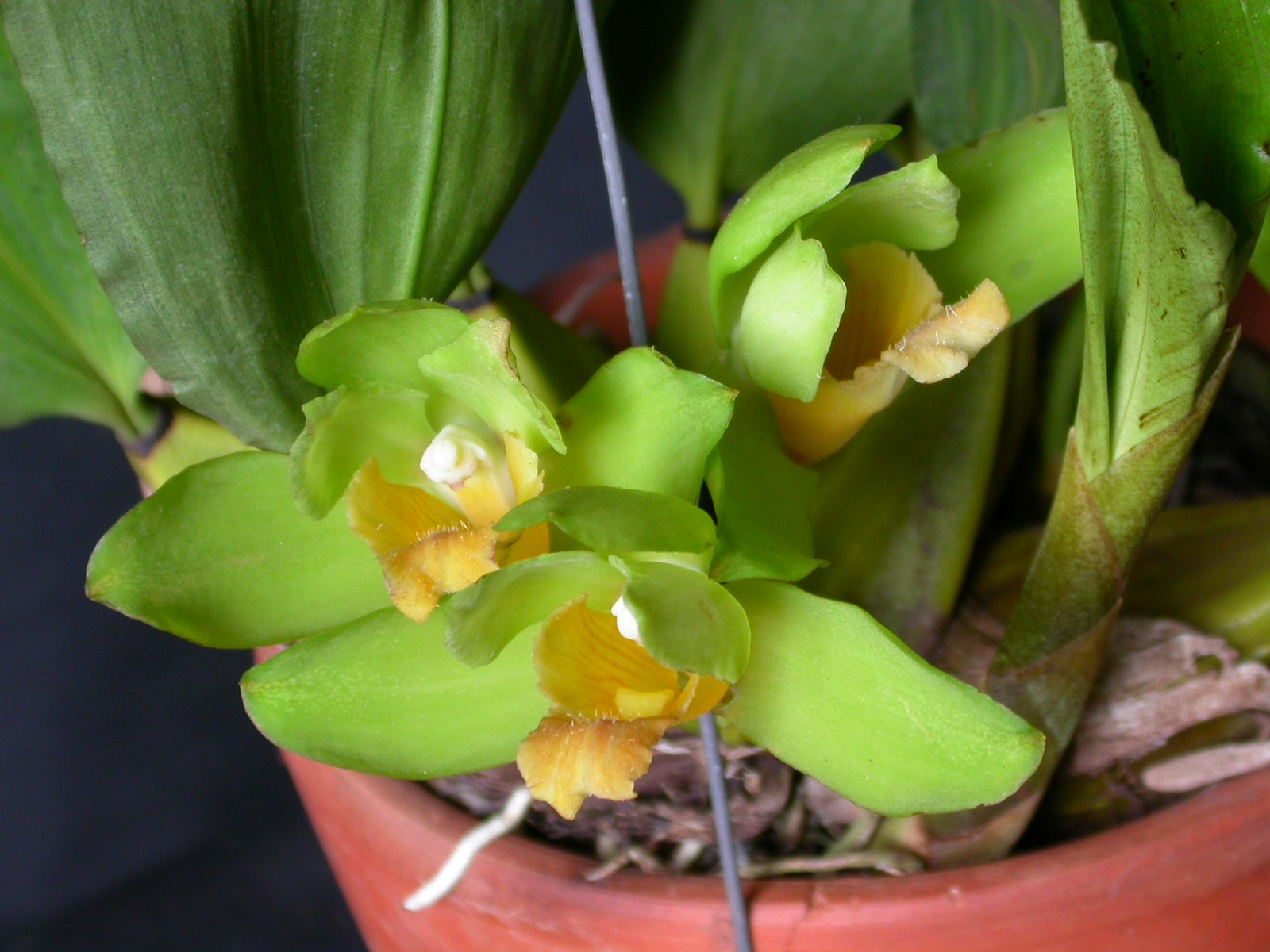
Bifrenaria inodoraEspécie de flores verdes e forte perfume que estranhamente foi descrita com a denominação de inodora.

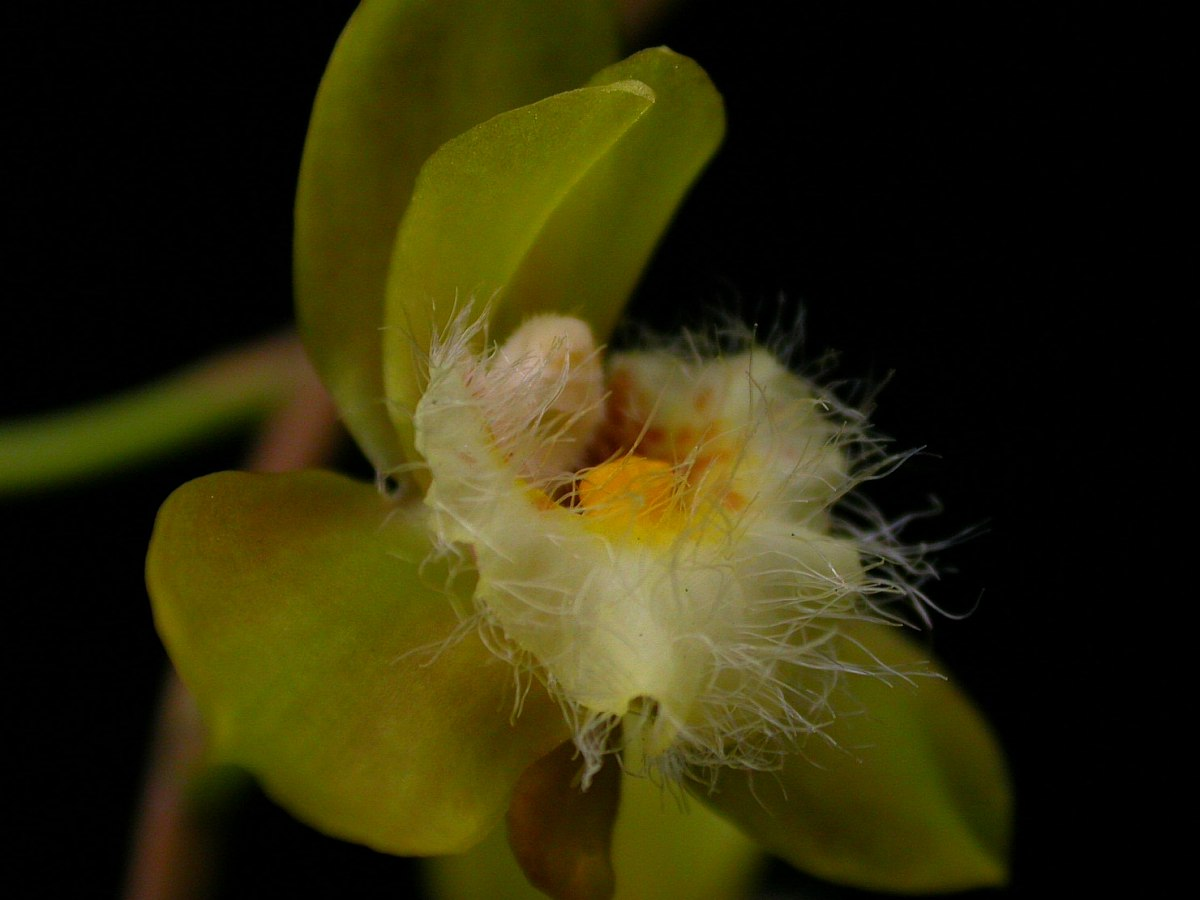
Bifrenaria charlesworthiiEspécie pequena que facilmente se confunde com a Bifrenaria racemosa.

Bifrenaria é composto por cerca de vinte espécies divididas em dois grupos principais de plantas, grandes e pequenas, com algumas subdivisões percebidas a partir da morfologia e grandemente confirmadas pela filogenia.
Espécies grandes: um dos grupos corresponde às espécies grandes originalmente classificadas como Bifrenaria. Apresenta pseudobulbos de quatro lados, cuja inflorescência, curta, ereta e bastante carnosa, comporta até dez flores grandes, mas em regra muito menos, carnosas e agrupadas, normalmente perfumadas ou exalando forte odor. O labelo tem três ou quatro lobos e um calo baixo e alongado. São plantas epífitas, ou frequentemente rupícolas. Todas originárias do sudeste do Brasil. Este grupo pode ser dividido em três subgrupos:
- O primeiro subgrupo é formado por plantas de polinário com estipe inteiro e calo protuberante somente na região anterior. São duas espécies, a Bifrenaria calcarata, que apresenta o lobo central do labelo aproximadamente triangular e os laterais retos, e a B. mellicolor, cujos lobos são mais arredondados. São espécies muito parecidas e preferencialmente epífitas.
- O segundo subgrupo também é formado por plantas de polinário com estipe inteiro, mas com o calo inteiramente protuberante e carnoso. É composto pelas duas espécies que Senghas subordinou ao gênero Cydoniorchis, a Bifrenaria tetragona que apresenta labelo totalmente liso de extremidade arredondada, e a B. wittigii, cujo labelo é parcialmente pubescente com extremidade aguda.
- O terceiro subgrupo é formado pelas quatro espécies de estipe bifurcado: a Bifrenaria atropurpurea, a única a apresentar viscídio cuneado; B. tyrianthina, única que tem viscídio arredondado; B. inodora de flores esverdeadas e calo bilobulado; e B. harrisoniae, espécie muito variável com diversas cores, que sempre apresenta calo trilobulado. As espécies deste grupo são frequentemente ou somente rupícolas.
- A Bifrenaria verboonenii é uma espécie sem posicionamento ainda bem definido, mas certamente entre as grandes.

Espécies pequenas: o outro grupo é composto pelas plantas que pertenciam ao gênero Stenocoryne, ou mais propriamente Adipe, normalmente epífitas. Apresentam pseudobulbos muito menores e não tão claramente tetragonais, com inflorescência longa e delicada portando em média mais flores que as espécies grandes, mas também não ultrapassando dez, porém menores, não carnosas, com labelo inteiro ou levemente trilobado na extremidade. Estas espécies toleram menos luz e mais umidade que aquelas e são menos perfumadas. Pela morfologia claramente distinguem-se quatro subgrupos:
- O primeiro subgrupo é formado pelas duas espécies amazônicas, de rizoma longo: a Bifrenaria venezuelana que apresenta inflorescência curta e calcar muito pequeno, e a Bifrenaria longicornis, de inflorescência longa e calcar bastante visível.
- No segundo subgrupo encontra-se apenas a Bifrenaria aureofulva, facilmente identificável por suas flores com segmentos acuminados e pouco abertos, de cor alaranjada forte.
- O terceiro é composto por duas espécies que apresentam pétalas paralelas à coluna; são plantas de difícil separação pela quantidade de variedades intermediárias: a Bifrenaria charlesworthii, que se abre mais e é mais pubescente; e a Bifrenaria racemosa.
- O último subgrupo é formado por espécies que apresentam pétalas em posição oblíqua à coluna, duas têm seus segmentos pintados: A Bifrenaria clavigera, cujo calcar é formado pela fusão da base das sépalas laterais, e a Bifrenaria silvana onde é formado apenas pela superposição; uma das espécies apresenta flores brancas com labelo venulado de róseo, a Bifrenaria leucorhoda. As duas espécies restantes apresentam flores amareladas muito semelhantes, porém de tamanhos bastante diversos, a menor e geralmente de tons mais pálidos é a Bifrenaria stefanae, a maior e de tons mais vibrantes, a Bifrenaria vitellina.

Outras espécies: as espécies restantes são plantas sobre as quais ainda não há consenso por razões diversas: algspan style="font-variant:small-caps;">Koehler, S. umas espécies certos taxonomistas subordinam a Bifrenaria e outros classificam em gêneros diferentes, a saber, Bifrenaria maguirei, subordinada ao gênero Guanchezia, e Bifrenaria grandis, sob o gênero Lacaena. A Bifrenaria steyermarkii também é uma espécie muito diferente das demais, pois apresenta inflorescência muito longa e flores bastante estreitas de modo que não se encaixa em nenhum dos dois grupos principais citados acima.[carece de fontes?]

## Cultivo
Depois de aclimatadas as Bifrenaria são plantas razoavelmente fáceis de cultivar, devem ser plantadas preferencialmente em vasos de barro sobre substrato de fibras vegetais muito bem drenadas, pois suas raízes e pseudobulbos apodrecem com facilidade se mantidos úmidas por muito tempo. Conforme mencionado acima, e em acordo com a origem de cada espécie, três são os ambientes necessários para cultivar estas plantas com sucesso. As espécies grandes necessitam de mais luz que as restantes. As espécies pequenas, do sudeste do Brasil, devem ser cultivadas na mesma temperatura média das grandes, porém submetidas a 10 a 20% menos luminosidade. As espécies da Amazônia precisam de temperatura e umidade maiores e mais constantes que as outras. Todas as espécies devem ser regadas e adubadas com maior frequência durante seu período de crescimento.